# Magnetobiologia
Magnetobiologia é o estudo dos efeitos biológicos de campos magnéticos estáticos e de baixa frequência, principalmente fracos, que não causam aquecimento dos tecidos. Basicamente, ela considera os efeitos dos campos eletromagnéticos de baixa frequência nos organismos vivos. A magnetobiologia é um subconjunto da bioeletromagnética.
Os efeitos biológicos de campos magnéticos de baixa frequência fracos, inferiores a cerca de 0,1 militesla (ou 1 Gauss) e 100 Hz correspondentemente, constituem um problema de física. Os efeitos parecem paradoxais, pois o quantum de energia desses campos eletromagnéticos é, em muitas ordens de valor, menor que a escala de energia de um ato químico elementar. Por outro lado, a intensidade do campo não é suficiente para causar qualquer aquecimento apreciável dos tecidos biológicos ou irritar os nervos pelas correntes elétricas induzidas.